# Tebing Rambutan
Tebing Rambutan is een bestuurslaag in het regentschap Kaur van de provincie Bengkulu, Indonesië. Tebing Rambutan telt 1671 inwoners (volkstelling 2010).